# Јожеф Холцбауер
Јожеф Холцбауер (мађ. Holzbauer József, Hollós József) је био мађарски фудбалер који је играо на позицији нападача. Познат је по наступима за клуб Шабарија, као и репрезентацију Мађарске.

## Каријера
Играо је у клубу „Сомбатхељ“, који је у првој половини 20-их година играо у Западној мађарској лиги. Мађарско првенство било је подељено на регионалне лиге. Најјаче је било првенство Будимпеште и околине, где су наступили водећи тимови земље и најбољи играчи. Победници регионалних лига су на крају регуларног дела одредили најбоље по кружном систему, а победник овог турнира могао је да игра са победником Будимпеште за титулу шампиона целе Мађарске.
„Сомбатхељ“ је са Холцбауером у тиму два пута постао победник финалног плеј-офа. 1923. године тим је победио „Диошђор-Вашдијари“ (3:1), „Дебрецин“ (2:1) и „Кечемет“ (7:0). У националном финалу „Шабарија“ је изгубила од тадашњег лидера мађарског фудбала, МТК са 0:2. Годину дана касније, 1924. године, клуб је савладао „Вац” (6:0) и „Диошђер-Вашдијар” (1:0). Сусрет у финалу, међутим, донео је МТК реми 1:1 (Холцбауер је постигао једини гол за свој тим) и пораз 0:3 у другој утакмици .
Са увођењем професионализма 1926. године, „Сомбатхељ“ је ушао у 1. мађарску дивизију, а у исто време тим је променио име у „Шабарија“. У сезонама 1926-27 и 1927-28, клуб је заузео четврто место - највише у својој историји. Истовремено, Холцбауер је позван у репрезентацију Мађарске, за коју је одиграо 6 утакмица и постигао 5 голова у периоду 1925-1927.